# Степной (Пролетарский район)
Степно́й — хутор в Пролетарском районе Ростовской области.
Входит в состав Николаевского сельского поселения.

## Население
| 2010 |
| ---- |
| 232  |

## Улицы
На хуторе имеются две улицы — Первомайская и Степная.